# Alexander Nikolajewitsch Malinin
Alexander Nikolajewitsch Malinin, russisch Александр Николаевич Малинин, als Alexander Nikolajewitsch Wygusow, russ. Александр Николаевич Выгузов (* 16. November 1958 in Swerdlowsk) ist ein russischer Sänger, der 1997 als Volkskünstler Russlands ausgezeichnet wurde.

## Laufbahn
Nach der musikalischen Ausbildung in seiner Heimatstadt arbeitete Malinin zunächst beim Staatlich-Russischen Volkschor aus dem Ural und anschließend bei der Moskauer Philharmonie, bevor er in verschiedenen Bands mitwirkte. Bald realisierte Malinin, dass er mehr auf die Beine stellen könnte, tat sich jedoch schwer, aus seiner gewohnten Umgebung auszubrechen und seinem Leben eine neue Richtung zu geben. Dazu bedurfte es erst eines besonderen Ereignisses. Nachdem Malinin 1986 in einen Verkehrsunfall geraten war und drei Monate in Gips lag, hatte er genug Zeit zum Nachdenken und  kam zu dem Entschluss, zukünftig als Solokünstler zu arbeiten.
Seine erfolgreiche Teilnahme am alljährlich ausgetragenen Musikwettbewerb von Jūrmala im Jahr 1988 half ihm dabei, dieses Vorhaben umzusetzen. Im selben Jahr veröffentlichte er in Zusammenarbeit mit David Pomeranz seine erste Single mit dem Titel Far Away Lands.
1994 gewann Malinin die World Music Awards in Monte Carlo, Monaco, als der russische Sänger mit den höchsten Verkaufszahlen in seinem Heimatland. Drei Jahre später wurde er als erfolgreichster Volkskünstler Russlands ausgezeichnet.

## Diskografie

### Alben
- 1990: Неприкаянный
- 1991: Поручик Голицын (Vinyl mit 8 Liedern)
- 1995: Поручик Голицын (CD mit 12 Liedern)
- 1991: Бал (Vinyl mit 8 Liedern)
- 1994: Бал (CD mit 13 Liedern)
- 1994: Любви желанная пора
- 1994: Лунная соната
- 1995: Лучшие песни
- 1996: Я все равно люблю тебя
- 1996: Буржуйские пляски
- 1998: Венчание
- 2000: Ночи окаянные
- 2000: Звездный бал (Doppelalbum)
- 2001: Берега
- 2003: Старинные русские романсы
- 2003: Червона калина
- 2004: Если бы не ты
- 2005: По дороге домой
- 2006: Чарівна скрипка
- 2007: Романсы
- 2008: Эх, душа моя
- 2010: Я объявляю Вам любовь
- 2013: Песни моей юности
- 2014: Выбираю тебя
- 2018: Любовь жива
- 2020: Китами

### Singles (Auswahl)
- 2001: Берега
- 2014: Две души (mit Elena Vaenga)